# Ljus nästingbagge
Ljus nästingbagge (Choragus sheppardi) är en skalbagge som beskrevs 1819 av William Kirby. Arten ingår i släktet Choragus, familjen plattnosvivlar och överfamiljen vivlar.

## Utbredning
Ljus nästingbagge förekommer i Europa och Mellanöstern. I Norden förekommer den i Danmark, Finland och i Sverige norrut till Västergötland.

## Utseende
Arten är 1,5–2,5 mm lång, ljusbrun till brunsvart, med bred, cylindrisk kropp och välvd halssköld med spetsigt huvud och utdragen nos. Täckvingarna har regelbundna och tydliga punktstrimmor.

## Ekologi
Larvutvecklingen sker på veka grenar och stammar av lövträd, i och under kärnsvampar (Pyrenomyceter). Larven skapar en lång cirkelrund gång som mäter några millimeter från fruktkroppen av svampen, in i veden. Som imago har den förmåga att hoppa.